# 宝石商のヒストリティカ
『宝石商のヒストリティカ』（ほうせきしょうのヒストリティカ）は、佐々木つかさによるファンタジー漫画作品。

## 概要
佐々木のデビュー作品である。
『青騎士』（KADOKAWA）でNr.1（2021年4月20日発売）からNr.16B（2023年10月20日発売）まで連載された。Nr.5B（	2021年12月20日発売）掲載分までは『秘密と誘惑の宝石譚シリーズ』としてシリーズ連載扱いであり、毎号、作品タイトルが異なっていた。また、Nr.6B掲載分まではまとり名義で発表されていた。

## あらすじ
タダで宝石が売買できるお店がある。老若男女や身分を問わず、魔法使いの謎の宝石商である美男子に、あらゆる顧客との願いに備えるため、高級品でも粗末な物品など、大切なものを価値を見出せられる鉱物や宝石化する魔法の石櫃（せきひつ）を天秤のように現し、美男子が営む宝石店に訪れる客は好奇心を寄せ付ける。

## 書誌情報
1. ISBN 978-4047370173
2. ISBN 978-4047374522
3. ISBN 978-4047377950